# Лил Пийп
Густав Елайджа Ар (на английски: Gustav Elijah Åhr), по-известен със сценичното си име Лил Пийп, е американски рапър, певец, модел, композитор и продуцент. Лил Пийп е познат също като част от възраждането на емо хип-хоп, а неговия стил на изпълнение на хип-хоп става известен под названието емо рап.
Лил Пийп употребявал често наркотици във връзка с проблеми с психичното му здраве. Той умира след случайно предозиране с фентанил и алпразолам на 15 ноември 2017 г.
След смъртта на певеца популярността му нараства, което води до значително увеличение на продажбите на неговата музика.

## Ранен живот
Густав Елайджа Ар е роден на 1 ноември 1996 г. в Пенсилвания, израства в Лонг Айлънд, Ню Йорк. И двамата му родители завършват Харвард. Разделят се, когато той е тийнейджър. Майка му се казва Лиза Умак и е начална учителка, а баща му е преподавател в колеж. Густав има шведски, немски и ирландски произход.
Густав учи в гимназията „Long Beach“ в Ню Йорк, която рядко посещава, въпреки добрите оценки. По-късно прекъсва гимназия и започва онлайн курсове, за да получи диплома. Скоро след това започва да публикува музиката си в SoundCloud и YouTube.
Когато Густав е едва на 17 години, той се мести в Лос Анджелис, за да продължи музикалната си кариера под псевдонима Лил Пийп.

## Кариера
През 2015 г. пуска своя първи mixtape „Lil Peep Part One“, който събира 4000 гледания през първата седмица. Скоро след това пуска първата си песен „Feelz“ и малко по-късно „Live Forever“.
През 2016 г. пуска два дълги mixtape озаглавени „Crybaby“ и „Hellboy“и „White wine“
През май 2017 г., американската емо банда „Mineral“ обвиняват Лил Пийп в нарушаване на авторско право, като казват, че е използвал части от песента им „LoveLetterTypewriter“ за неговия „Hollywood Dreaming“ трак. Лил Пийп коментира, че само се е опитал да „покаже някаква любов“ с откраднатата част.
На 2 юни 2017 г., Густав обявява в Instagram, че работи по своя дебютен албум, озаглавен „Come Over When You're Sober“. Албумът е обявен, че ще бъде пуснат на 11 август 2017 г., но поради малко забавяне е пуснат на 17 август 2017 г.
Густав заявява, че подготвя турне „Come Over When You're Sober“ с цел популяризиране на албума си. Турнето стартира на 2 август 2017 г. и е планирано да приключи на 17 ноември 2017 г., но заради смъртта му е прекратено.

### Предсмъртни изяви
Благодарение на работа преди смъртта си, Густав успява да изпълни редица проекти и песни. На 12 януари 2018 г. Marshmello официално пуска дует, озаглавен „Spotlight“, а на 15 януари 2018 г. Juicy J публикува песента „Got Em Like“, в която взимат участие Лил Пийп и Wiz Khalifa.

## Смърт
На 15 ноември 2017 г. Густав е намерен мъртъв в автобуса си, когато неговият приятел Бекси отива да провери дали е подготвен за вечерното си представление в Тусон, Аризона. Няма заподозрени, тъй като става ясно, че смъртта му е причинена от свръхдоза. На 8 декември медицинският изследователски център пуска токсикологичен доклад, доказващ причината за смъртта, а именно случайно предозиране с болкоуспокоителното фентанил и алпразолам. Кръвните тестове са положителни за марихуана, кокаин и болкоуспокояващия трамадол. Тестовете за урина показват и наличието на множество мощни опиати, включително хидрокодон, хидроморфон, оксикодон и оксиморфон. В кръвта му не е открит алкохол.
Полицейският доклад показва, че в деня преди смъртта му Густав е решил да дремне в 17:45 преди концерта. Неговият мениджър го проверява два пъти и вижда, че спи и дишането му е нормално, но не успява да го събуди. Когато мениджърът му отива за трети път, той забелязва, че Густав не диша. Мениджърът се опитва да направи сърдечен масаж преди идването на медиците, но безуспешно. Малко по-късно организаторите на концерта обявяват, че Лил Пийп е починал.